# Mochakk
Pedro Luis Nunes Maia (nacido el 21 de septiembre de 1999 en Sorocaba, Brasil), conocido artísticamente como Mochakk, es un DJ y productor musical brasileño que ha ganado reconocimiento internacional en la escena electrónica.

## Biografía
Desde joven, Pedro estuvo inmerso en un entorno musical diverso, influenciado por el gusto de su madre por el funk y el disco, y por el amor de su padre hacia el rock y el blues. A los 12 años comenzó a experimentar con mezclas en computadora y a los 13 ya producía beats de hip hop. A los 15 años empezó a presentarse como DJ en São Paulo, ganando rápidamente espacio en eventos por todo Brasil.
Abandonó la universidad de moda para dedicarse a la producción musical, inscribiéndose en la universidad de producción musical. En 2022, alcanzó reconocimiento internacional tras un video viral en TikTok donde bailaba al ritmo de "Roll Play" de PAWSA, acumulando 1,3 millones de likes. Este momento impulsó su carrera, llevándolo a presentarse en lugares prestigiosos como el DC-10 en Ibiza con Circoloco y a lanzar su propio sello, MOTRAXX.
Durante 2023, fue presencia constante en Circoloco y organizó su propia serie de eventos titulada Mochakk Calling en ciudades como São Paulo, Miami, Lisboa y Nueva York. Participó en festivales como CRSSD, Time Warp, Primavera Sound, Kappa FuturFestival, Coachella, Sónar, fue invitado al evento de Peggy Gou en Londres y realizó un set back-to-back con Disclosure.
En agosto de 2023 lanzó el sencillo "Jealous", que samplea la canción de 1977, "Dreamin'" de Loleatta Holloway. La revista Billboard elogió la canción por su "producción funky house divertida, fresca y accesible", mientras que EDM.com la describió como "una fusión de groove, dance, funk y house".
En 2024 lanzó la primera parte del EP Locomotiva Ibiza 2099 a través de Circoloco Records, recibiendo críticas positivas. La segunda parte, Locomotiva Ibiza 2099 II, fue publicada en septiembre de 2024, con temas como "No Boys Allowed (OG House Mix)", con la rapera canadiense Tommy Genesis, y "Estribeira" con el artista brasileño Artisian.
En septiembre de 2024 inauguró el club OBLIQO en su ciudad natal, Sorocaba, con una fiesta para el lanzamiento del EP Locomotiva Ibiza 2099 - Parte II, incluyendo una galería dedicada a la historia de la música electrónica en Brasil y talleres dirigidos por veteranos de la industria.
En 2024, Mochakk fue clasificado en el puesto 61 en la lista de los "Top 100 DJs" de DJ Mag.
Sus sets incluyen house clásico, tech house, techno, rap brasileño, hip hop americano y ritmos latinos. Su estilo visual está influenciado por su pasión por el skateboarding y la estética skater boy. Entre sus mentores y colaboradores se encuentran Seth Troxler, Pete Tong, The Martinez Brothers y Chris Lake.

## Discografía

### Sencillos y EPs
- "Follow Me" (2017)
- "So Many People" (2020) [Blackartel]
- "Caribbean Queen" con Haas (2020)[10]
- "Inflación" (2021)[11]
- "Buttercup" (2021) [NEXT Recordings]
- "Matrix Bug" con Sterium (2021) [Blackartel]
- "Da Fonk" con Joni (2022) [Nervous Records][12]
- "False Need" (2022) [Black Book Records][13]
- Unleash EP con Cesar Nardini y Jay Mariani [Dogghauz Records] (2022)
- Respirando (2022) [Motraxx]
  - "Sombrero Sam"
  - "Respirando"
  - "Respirando" (VIP Mix)
- "Jealous" (2023) [CircoLoco Records][14]
- "Secret" con Breaking Beattz (2023) [Musical Freedom Records)[15]
- "NO8DO" con Fernando Ouro (2023) [Cercle Records][16]
- Locomotiva Ibiza 2099 I (2024) [Circoloco Records][17]
  - "Locomotiva Ibiza 2099" con VTSS
  - "The Line"
  - "Locomotiva Ibiza 2099" (Dub Mix)
- Locomotiva Ibiza 2099 II (2024) [Circoloco Records][18]
  - "No Boys Allowed" con Tommy Genesis (OG House Mix)
  - "Estribeira" con Artisian
  - "No Boys Allowed" (Street Mix)
- From the Stars EP (2025) [Ninja Tune]
  - "From the Stars" con The RAH Band
  - Maria
- "Legumes" con Kwengface [Disorder]

### Remixes
- 2021: Titãs – "Bichos Escrotos (Remix)"
- 2022: Diplo feat. Nicky da B – "Express Yourself (Mochakk Remix)"[19]
- 2023: Little Louie Vega feat. Anane – "Cosmic Witch (Mochakk Remix)"[20]
- 2023: Groove Armada – "Superstylin' (Mochakk Remix)"[21]
- 2023: The Martinez Brothers & Gordo feat. Rema – "Rizzla (Mochakk Remix)"[22]
- 2024: Kings of Tomorrow + Julie McKnight – Finally (Mochakk + Jay Mariani + Cesar Nardini Remix)
- 2024: Foster the People – "Lost In Space (Mochakk Remix)"[23]